# Arnaldo Voigt

Retrato do acervo do Correio da Manhã, data desconhecida

Arnaldo Voigt (Niterói, 18 de março de 1881 — , ) foi um remador brasileiro que defendeu o Clube de Regatas do Flamengo.
Conquistou o primeiro título individual do clube em 1919, e também em 1920 e 1921, sendo este o primeiro tricampeonato do Flamengo em todas as modalidades.[carece de fontes?]